# Théobald Chartran
Théobald Chartran, né à Besançon (Doubs) le 20 juillet 1849 et mort à Neuilly-sur-Seine le 16 juillet 1907, est un peintre d'histoire français, qui fut également caricaturiste et illustrateur.

## Biographie
Théobald Chartran est le fils de Lazare Chartran, conseiller à la Cour d'appel de Besançon (originaire de Saint-Pierre en Martinique) et de Clémentine Dillon (originaire de Strasbourg). Il est élève au lycée Victor-Hugo de Besançon où il se signale déjà par son talent de caricaturiste, qu'il exerce surtout à l'égard de ses professeurs. D'abord destiné à la magistrature, il découvre sa vocation de peintre en s'essayant à copier les tableaux du musée des beaux-arts de Besançon. À l'âge de dix-huit ans, il est admis à l'école des beaux-arts de Paris où il étudie dans l'atelier d'Alexandre Cabanel et obtient en 1877 le grand prix de Rome sur le sujet de La Prise de Rome par les Gaulois.
Chartran connaît rapidement le succès et reçoit de nombreuses commandes, notamment des portraits de personnages de la haute société. Il réalise les portraits du président Sadi Carnot, de Sarah Bernhardt, du pape Léon XIII, du président Roosevelt, etc.
En 1878, sous la signature de « T » il réalise pour le magazine anglais Vanity Fair des caricatures du premier ministre français William Henry Waddington, de Charles Gounod, Victor Hugo, Louis Blanc Alexandre Dumas fils, le prince Napoléon.
Le 17 mai 1886, il obtient, pour 40 000 francs, la commande de la décoration de l'escalier d'honneur de la Sorbonne. Il termine son travail en 1889 après avoir mené des recherches historiques approfondies, pour lesquelles il demanda une carte de lecteur permanent de la Bibliothèque Nationale. Il réalise neuf panneaux à l'huile sur toile, marouflés en place, représentant des épisodes de l'histoire des sciences. Il participe également à la décoration de l'hôtel de ville de Paris et peint le plafond de la salle des fêtes de l'hôtel de ville de Montrouge.
Fin 1894, il exécute la marque de la revue Le Monde moderne.
Il épouse le 14 octobre 1898 Eugénie Sylvie Suchet à Rueil.
Il habite à Paris un hôtel particulier, 3bis place des États-Unis où, avec sa femme Sylvie, il reçoit artistes, gens de lettres et hommes politiques.
« Ses intimes, rapporte André de Fouquières, [l']appelaient « Tib », ce qui était un prénom moins affichant [que Théobald]. Il avait un physique de mousquetaire, sous le grand chapeau qu'affectionnaient les peintres de l'époque. Mme Sylvie Chartran était jolie et élégante. Leur salon était le rendez-vous, non seulement des artistes en vogue, mais des gens de lettres et des hommes politiques. On y honorait la musique et, pour que rien ne vînt distraire les hôtes des plaisirs de l'audition, la maîtresse de maison faisait, autour du piano, une obscurité quasi totale. Dans un silence religieux, s'élevaient alors les chants du compositeur qu'on avait élu ce soir-là. Le plus souvent, c'était Isidore de Lara, qui interprétait lui-même ses mélodies. Quand il avait distillé toute la nostalgie du Rondel de l'Adieu : « Partir, c'est mourir un peu... », Mme Chartran supposait que l'atmosphère était devenue propice aux grandes évasions. Alors elle faisait apporter un phonographe acquis en Amérique et dispensait à l'assemblée le désir des ailleurs encore mystérieux en leur faisant entendre les premiers negro-spirituals. Car les Chartran partageaient leur temps entre la France et les États-Unis où le peintre était l'enfant choyé de la société milliardaire. Il fit le portrait de Mme et de Mlle Théodore Roosevelt, de Mgr Corrigan, archevêque de New York, du millionnaire James Hazen Hyde avec qui il était intimement lié, et de la plupart des notabilités de la Cinquième Avenue – toutes commandes évidemment fort bénéfiques qui lui permirent plus tard d'aller s'installer, beaucoup plus somptueusement, à Neuilly. C'est alors qu'il fit, en 1906, le portrait de mon ami le Maharadjah de Kapurthala ».
Sur un îlot du lac Léman, l'île de Salagnon, situé à Clarens, dont il fait l'acquisition en 1900, il demande à un architecte du nom de Lauzanne, puis à Louis Villard, de dessiner les plans d'une villa de style florentin à deux étages avec grand escalier et petit port. Il fait surélever les murs qui entourent l'île qu'il remblaie à l'aide de terre de Savoie amenée par bateau. Il donne dans cette propriété des réceptions grandioses, où l'on tire de magnifiques feux d'artifice et où se pressent des hommes politiques français tels qu'Alexandre Millerand ou Louis Barthou, des milliardaires américains comme Henry Clay Frick et de nombreux artistes.
En janvier 1904, il est élu à l'Académie de Besançon. Après sa mort en 1907, sa ville natale inaugure en août 1910 un monument en son honneur : une statue en bronze due au sculpteur Victor Segoffin. ; à cette occasion, un poème en l'honneur de l'artiste écrit par Mme Daniel Lesueur avait été dit par Mlle Segond-Weber, sociétaire de la Comédie-Française. La statue  est fondue par l'occupant allemand durant la Seconde Guerre mondiale, et remplacée sur la promenade Granvelle après la Libération par un buste en bronze dû au sculpteur franc-comtois Laethier.
Il est enterré à Paris au cimetière de Passy (15e division). Sa sépulture est ornée de son buste par Jean-Joseph Carriès.

## Œuvres
- Le Cierge, 1881, huile sur toile, H. 2,52 × L. 1,57, Caen, musée des Beaux-Arts de Caen (œuvre détruite en 1944)
- Décoration peinte de la Salle Péristyle de la Sorbonne, neuf panneaux, huile sur toile marouflée, 1886-1889, dimensions totales : H. 4,20 × L. 35,00, Paris, Sorbonne :
  - Saint Louis à l'abbaye de Royaumont étudie les mathématiques sous la direction de Vincent de Beauvais (1223)
  - Ambroise Paré, au siège de Metz, pratique la ligature des artères sur un arquebusier blessé (1553)
  - Bernard Palissy, avec la permission du roi, ouvre à Paris son cours public de minéralogie (1575)
  - Buffon en présence de Jussieu et de Daubenton, lit les premiers feuillets de son Traité d'Histoire Naturelle (1776)
  - Pascal, en compagnie de Désargues et du père Mersenne, expose à Descartes ses projets d'expérience sur la pesanteur de l'air, place Royale (1643)
  - Lavoisier, après une expérience exécutée dans son laboratoire, convertit Berthollet à la doctrine pneumatique (1785)
  - Cuvier réunit les documents devant servir à son ouvrage sur les ossements fossiles (1823)
  - Laënnec à l'hôpital Necker ausculte un phtisique devant ses élèves (1816)
- Portrait d'Andrew Carnegie, huile sur toile, 1895, H. 1,18 × L. 0,89, Pittsburgh, Carnegie Museum of Art
- Portrait de Mrs. Thomas Mellon (Sarah Negley), 1896, huile sur toile, 1895, H. 1,17 × L. 0,91, Pittsburgh, Carnegie Museum of Art
- Signature du Protocole de paix entre l'Espagne et les États-Unis le 12 août 1898, 1899, Washington, D.C., Maison-Blanche (dans la Treaty Room)
- Constant Coquelin, dit Coquelin aîné, dans le rôle de Cyrano de Bergerac, 1901, Paris, Musée Carnavalet
- Madame Collas et sa fille, huile sur toile, 1903, H. 1,45 × L. 1,23, Paris, Musée d'Orsay
- Louis Delaunay père dans le rôle de Perdican, 1903, Paris, Musée Carnavalet
- Jeune femme à l'ombrelle, huile sur toile, 1904, H. 1,305 × L. 1,025, Paris, Musée d'Orsay
- Harriet White Bradbury, huile sur toile, 1904, H. 1,425 × L. 0,968, Boston, musée des beaux-arts de Boston
- George Robert White, huile sur toile, 1904, H. 1,476 × L. 0,978, Boston, Museum of Fine Arts
- Autoportrait[7], huile sur toile, sd, H. 0,57 × L. 0,46, Florence, Galerie des Offices

Portraits par Théobald Chartran
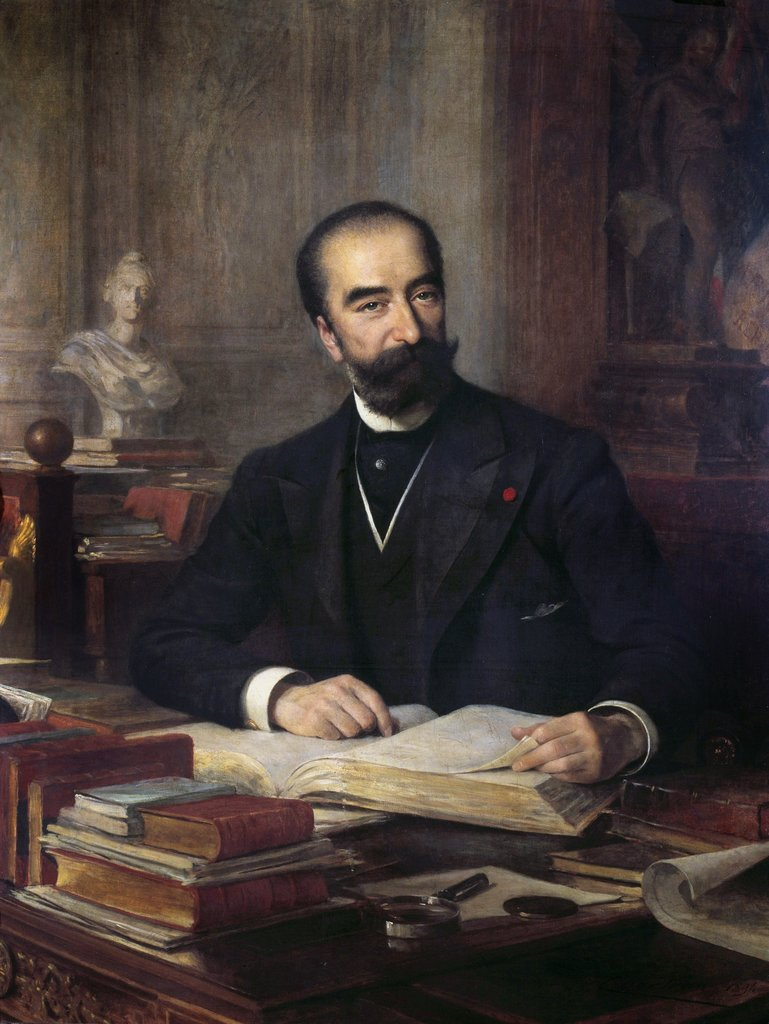
Portrait de Sadi Carnot (1894), collection privée.
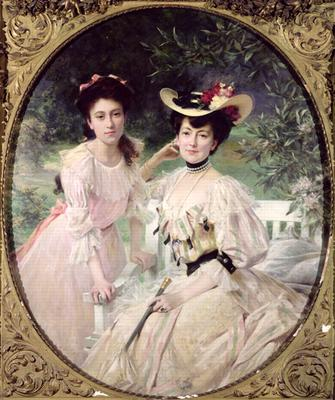
Madame Collas et sa fille (1903), musée d'Orsay.
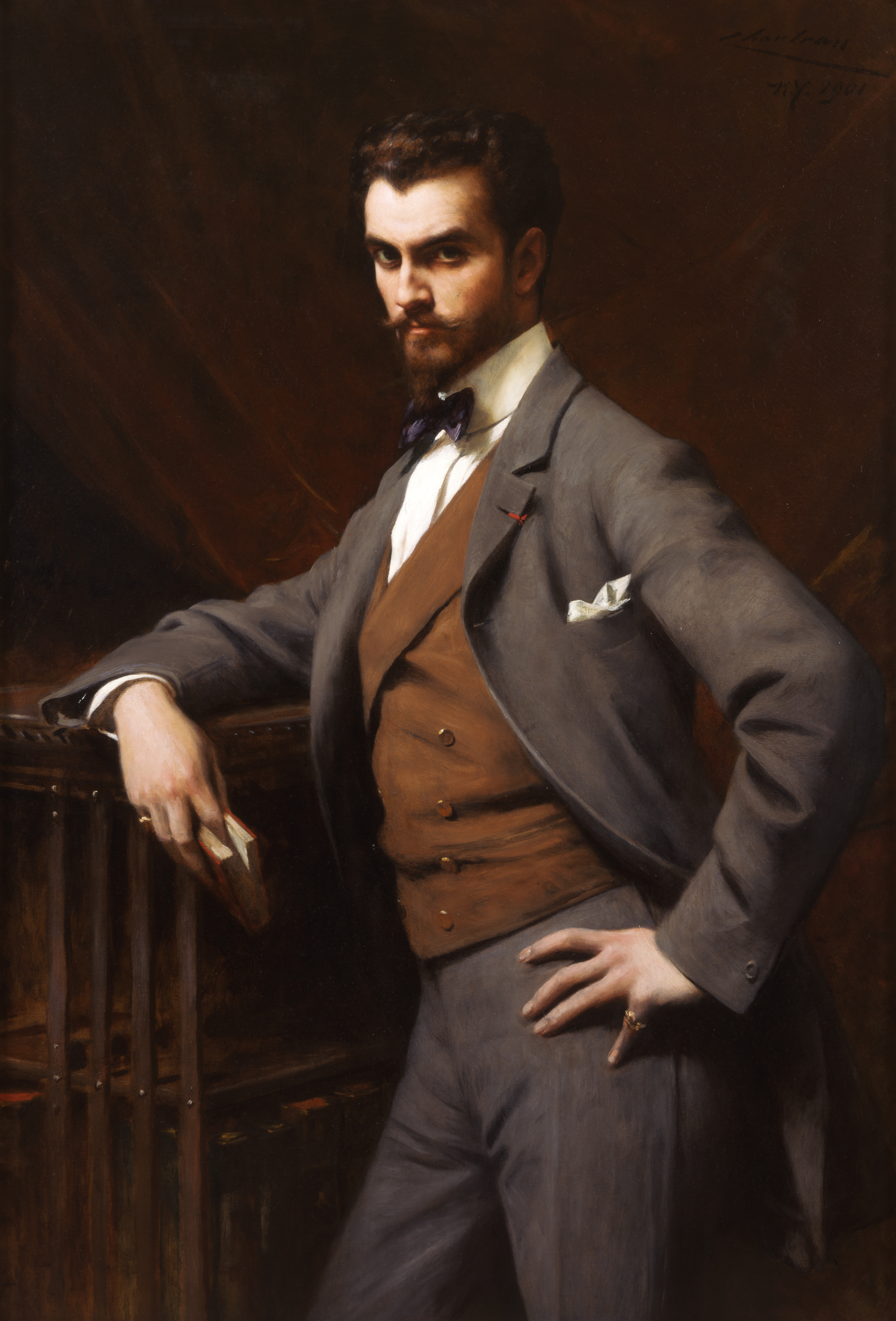
Portrait de James Hazen Hyde (1901), New-York Historical Society.

Décor de la Sorbonne (1886-1889)
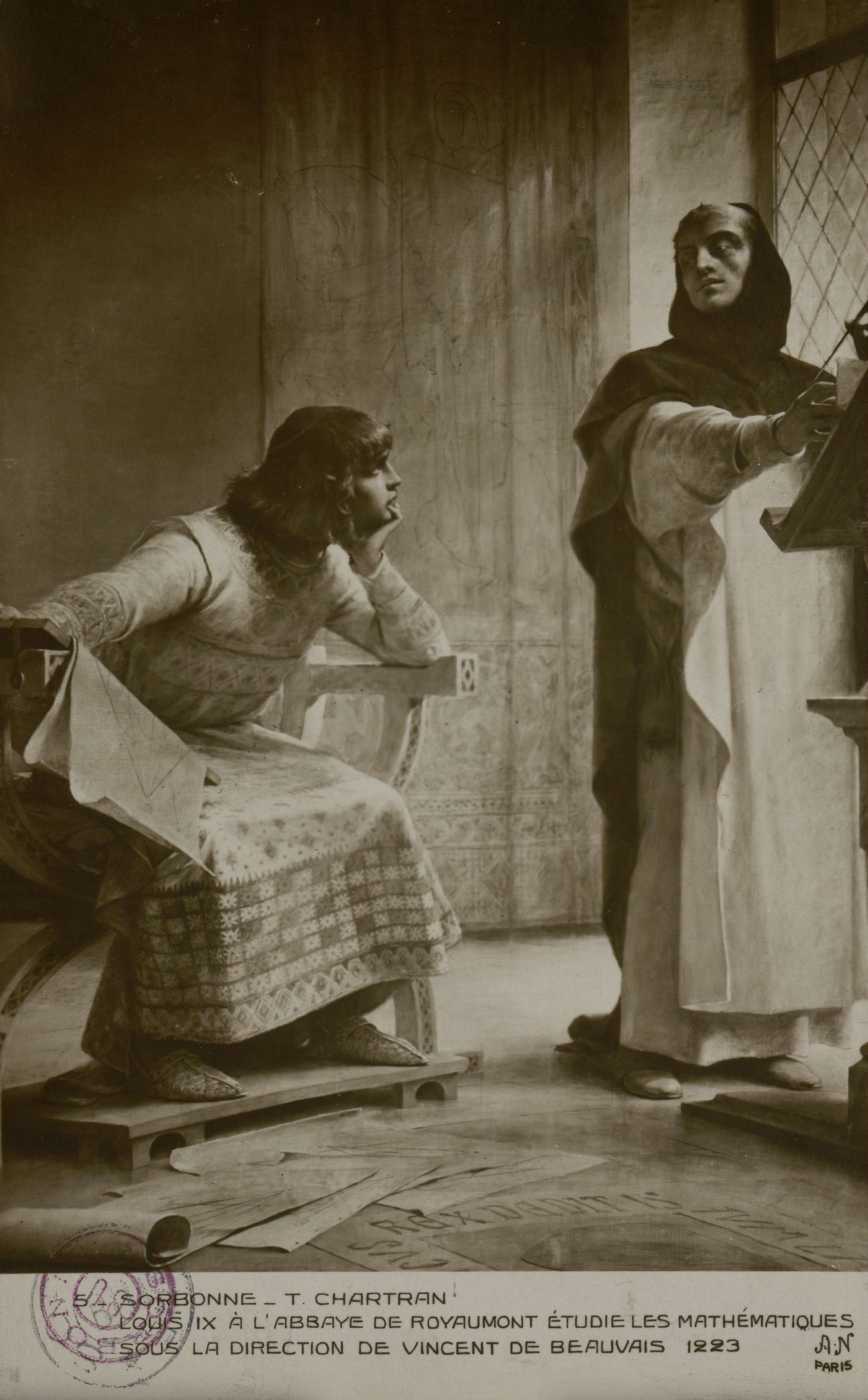
Saint Louis.
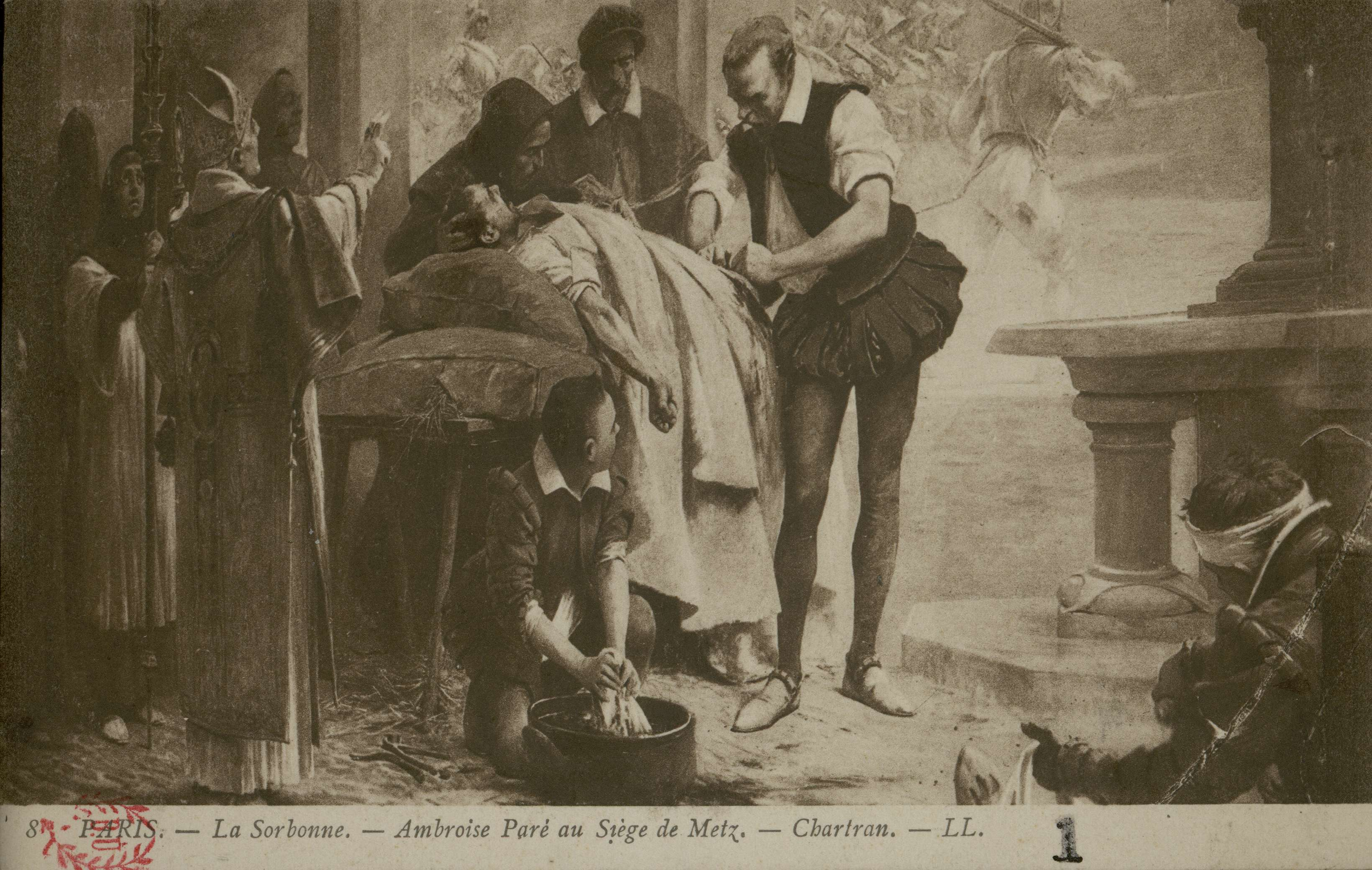
Ambroise Paré.
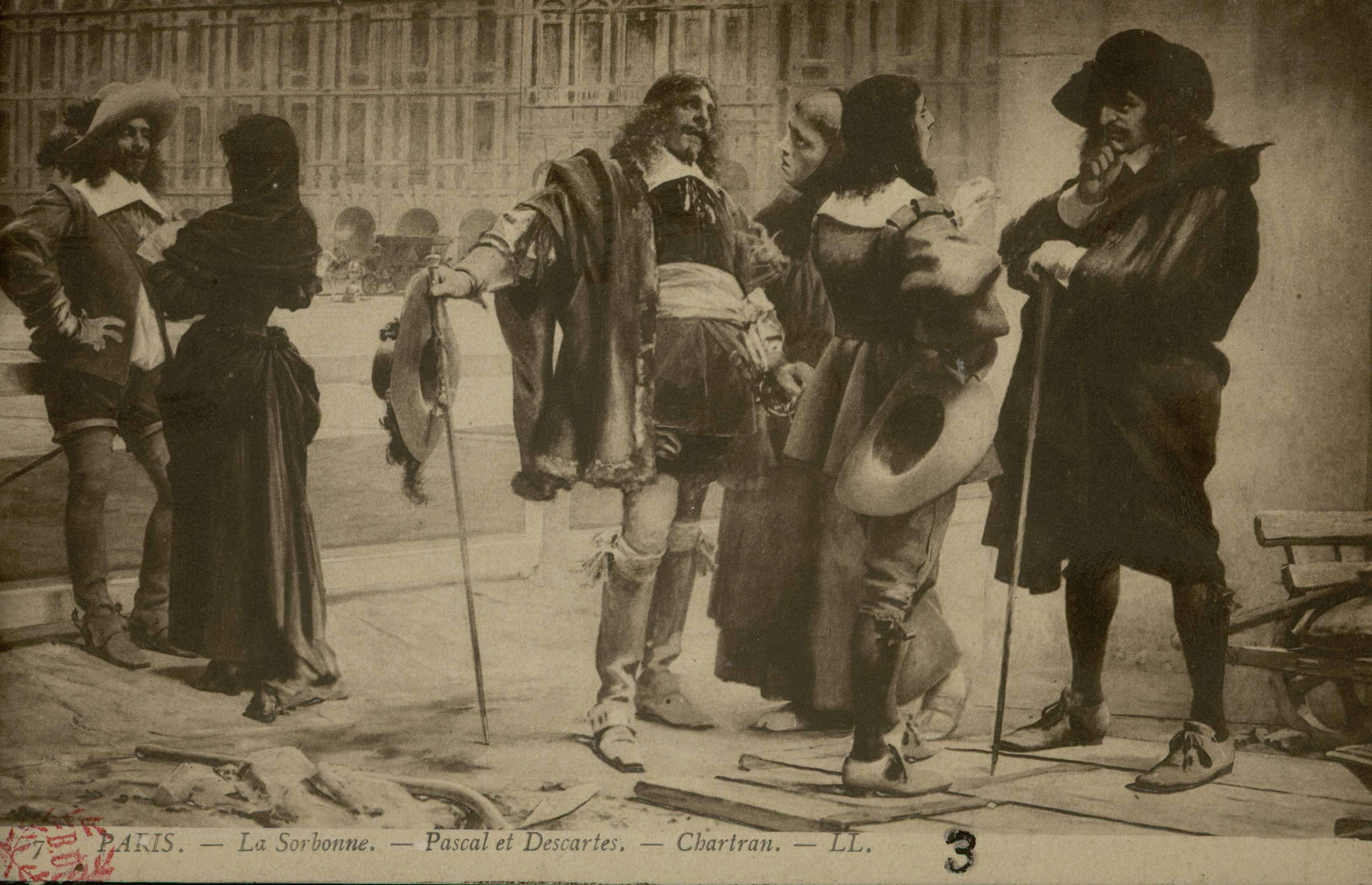
Pascal et Descartes.
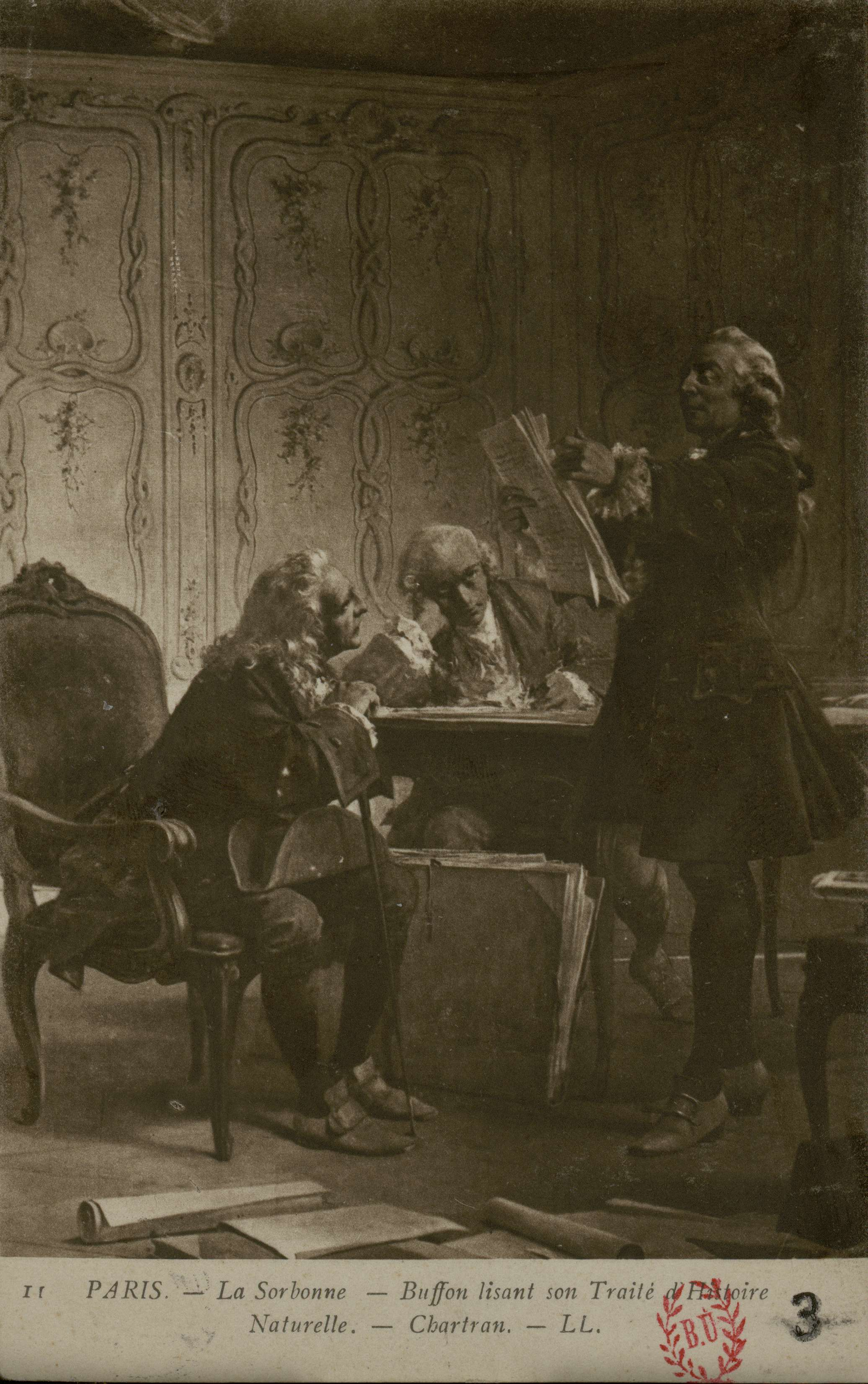
Buffon.

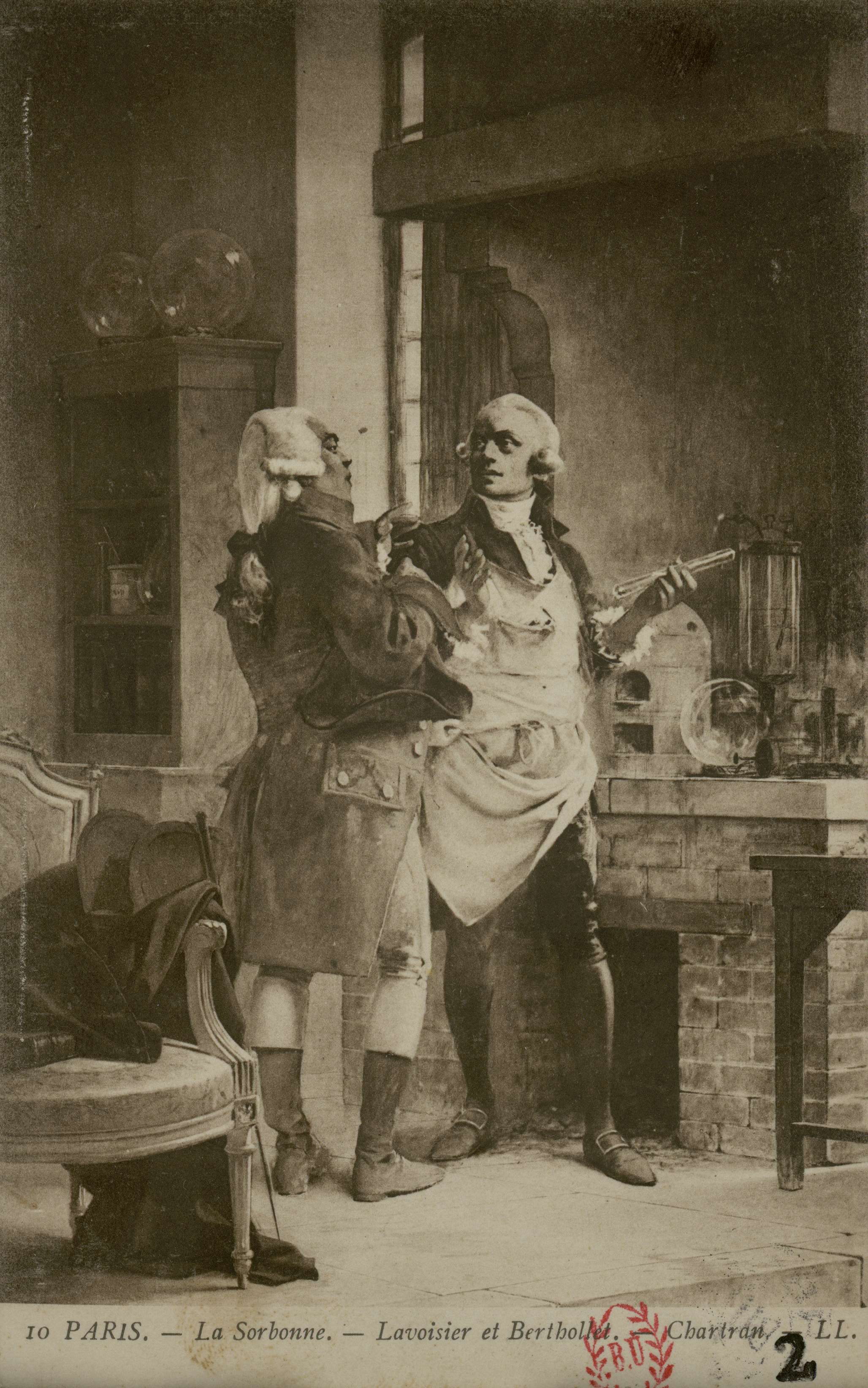
Lavoisier et Berthollet.
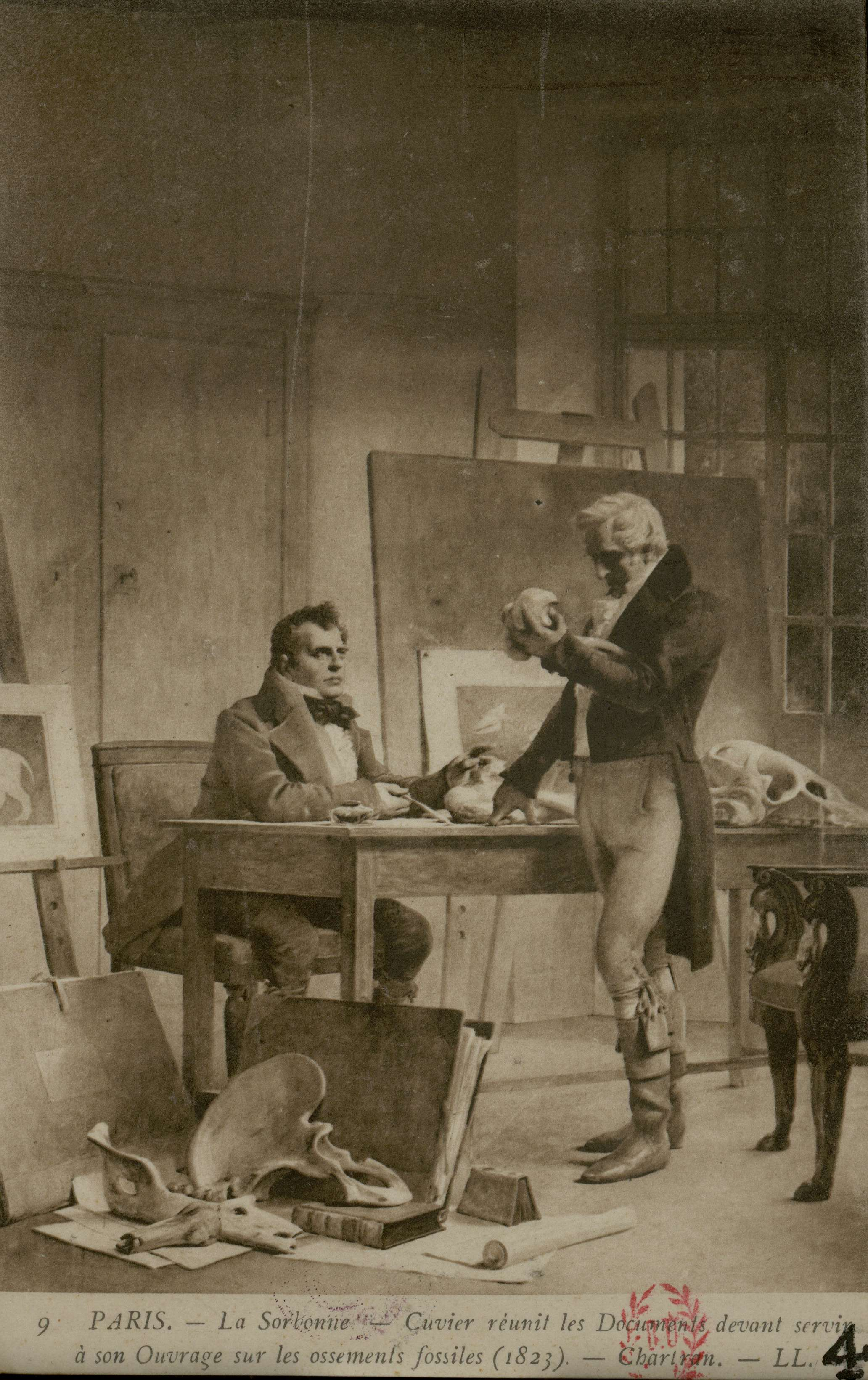
Cuvier.
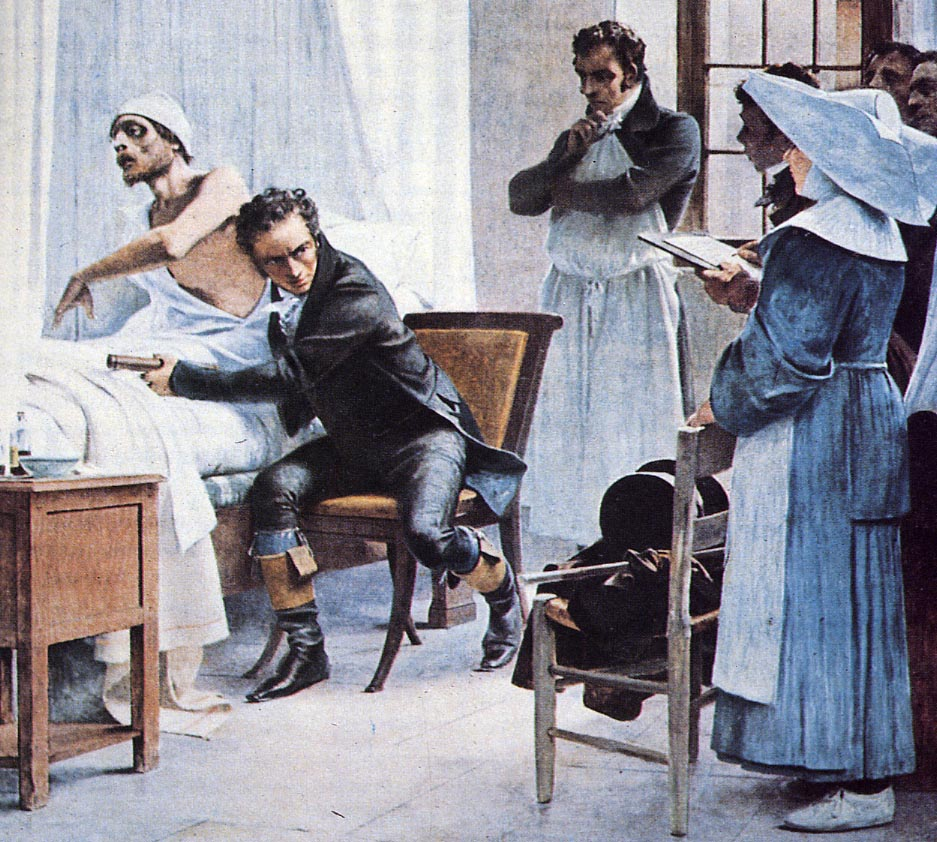
Laennec.
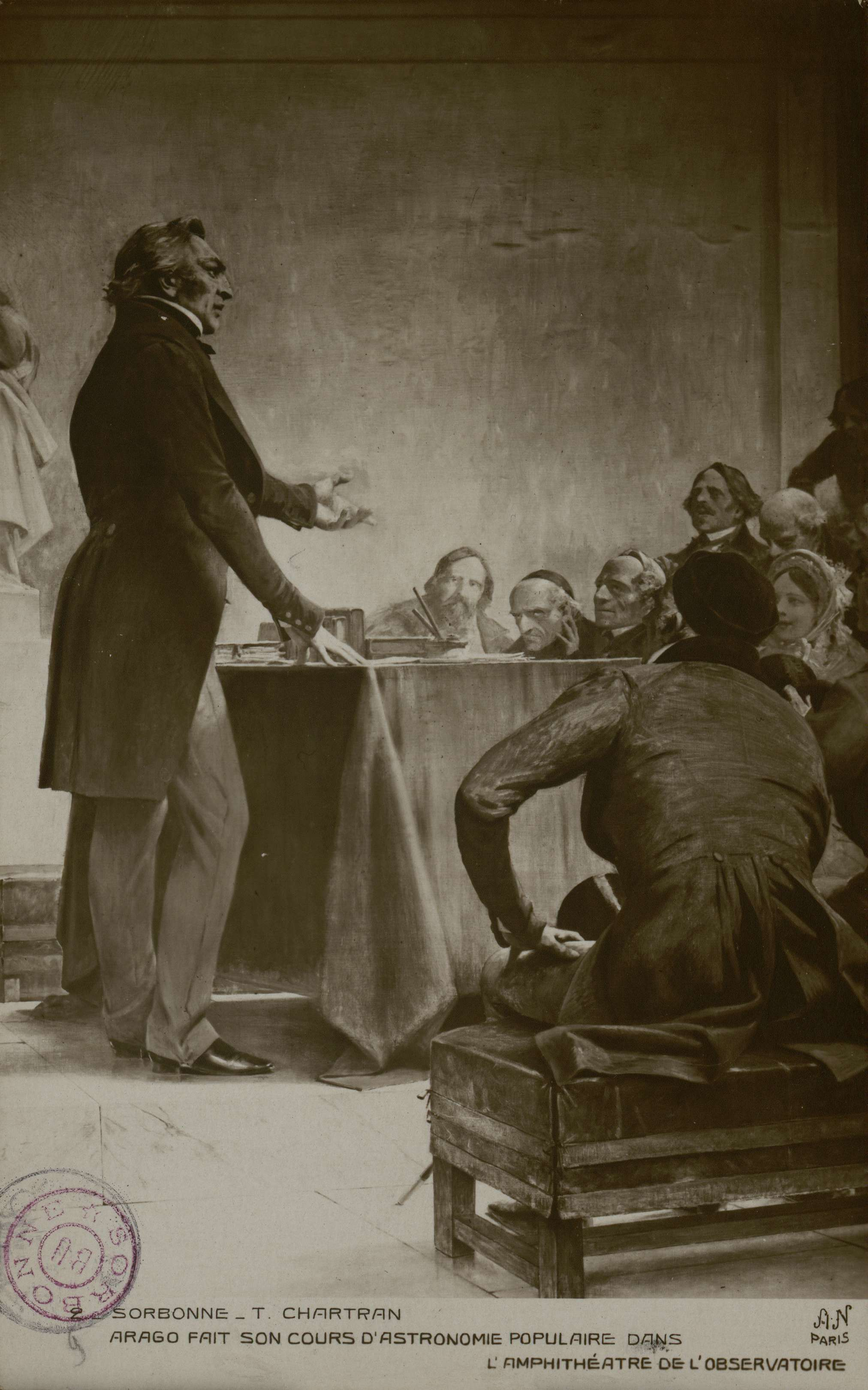
Arago.

## Sources
- Théobald Chartran (1849-1907), notice biographique sur le site www.racinescomtoises.net
- Valérie de Graffenried, « « Salagnon, histoire salée »(Archive.org • Wikiwix • Archive.is • Google • Que faire ?) », Le Temps, 2008
- Geneviève Bresc-Bautier, Jacques Foucart, Alexandre Gady, Christian Hottin, Anne Pingeot, Pierre Rosenberg, La Sorbonne : un musée, ses chefs-d'œuvre, Paris, Éditions de la Chancellerie des universités de Paris, 2007